# Elettra Neroni
Elettra Neroni (Roma, 17 aprile 2003) è una tuffatrice italiana, specializzata nella piattaforma.

## Biografia
Si è distinta a livello giovanile vincendo l'argento agli europei giovanili di nuoto di Helsinki 2018 nella piattaforma sincro.
Ha rappresentato la nazionale italiana ai campionati europei di nuoto di Budapest 2020, disputati alla Duna Aréna nel maggio 2021, dove si è classificata sesta nel concorso del sincro 10 m con la connazionale Maia Biginelli.

## Palmarès
- Universiadi

Chengdu 2023: argento nel trampolino 3m sincro.
Europei giovanili di nuoto
Helsinki 2018: argento nella piattaforma 10m sincro.